# Eibergstraße
Die Eibergstraße (B 173) ist eine Landesstraße in Österreich. Sie führt auf einer Länge von 9,855 km von Söll – Ortsteil Bocking (B 178) über den Eiberg nach Kufstein (B 171, A 12).

## Geschichte
Ab 1910 gewährte das österreichische Ministerium für Öffentliche Arbeiten einen jährlichen Zuschuss in Höhe von 30.000 Gulden für den Bau der Eibergstraße. Bereits 1912 verkehrte das erste Postauto von Kufstein über die Eibergstraße bis Ellmau.
Die Eiberg Straße gehört seit dem 1. Jänner 1949 zum Netz der Bundesstraßen in Österreich.
Am 15. Mai 2002 wurde der Name vom Tiroler Landtag in Eibergstraße geändert.